# Vramsjapuh
Vramsjapuh (Armeens: Վռամշապուհ) of de samentrekking van Bahram en  Shapur, typische Sassanidische namen, was koning van Armenië van 389 tot 414. Hij was de broer van Khosro IV. Zijn echte naam en die van zijn ouders zijn niet gekend.

## Context
Sinds het Verdrag van Acilisene was 4/5 van het koninkrijk Armenië een vazalstaat van het Sassanidische Rijk. De eerste Armeense koning na het verdrag was Khosro IV. De nieuwe Perzische sjah Bahram IV (388-399) vond Khosro IV te laks, sloot hem op in de hoofdstad Ctesiphon en verving hem door zijn broer Vramsjapuh.

## Bewind
Vramsjapuh onderhield vreedzame betrekkingen tussen het Romeinse rijk en het Sassaniden. Hij slaagde erin het vertrouwen te winnen van zowel de Sassanidische sjah als de Armeniërs die pro-Romeins waren. Door goede relaties was Vramsjapuh in staat om een langdurige vrede tot stand te brengen, die bijdroeg aan de interne verbetering van de regio waarin het christendom stand kon houden en de verspreiding van het zoroastrisme tot een minimum werd beperkt. 

## Armeens alfabet
Misschien nog meer dan de vrede, die hij kon bewaren, is dat tijdens zijn bewind het Armeens alfabet werd opgesteld. Onder zijn impuls en die van patriarch Sahak, ontwierp de geleerde monnik Mesrop Masjtots in 405 het alfabet, een belangrijk element in de versterking van het Armeens nationaal besef en het behoud van het christendom als belangrijkste godsdienst.

## Opvolging
Hij bleef zich inzetten voor het welzijn van de bevolking. Vramsjapuh stierf in 414 en liet een zoon Artaxias IV van amper tien jaar oud na. Patriarch Sahak ging persoonlijk pleiten bij sjah Yazdagird I (399-420) om de vrijlating van nog steeds levende broer Khosro IV. Zijn verzoek werd ingewilligd, maar de oude Khosro IV hield het een jaar vol en stierf. Tussen 415 en 422 werd het land geregeerd door de nakharar, de Armeense adel.